# 인천예일중학교
인천예일중학교는 대한민국 인천광역시 계양구 방축동에 있는 공립 중학교이다.

## 학교 연혁
- 2004년 3월 1일 : 초대 박정인 교장 취임
- 2004년 3월 3일 : 개교 및 제1회 입학식 (12학급 497명 입학)
- 2007년 2월 15일 : 제1회 졸업식(남 267명, 여 202명 계 469명)
- 2015년 2월 11일 : 제9회 졸업식(남 91명, 여 77명 계 168명, 누계 2,531명)
- 2015년 3월 1일 : 교명 변경(방축중학교에서 인천예일중학교로 변경)
- 2023년 12월 29일 : 제18회 졸업(남 30명, 여 39명 계 69명, 누계 3,359명)
- 2024년 3월 1일 : 제9대 이진국 교장 취임
- 2024년 3월 4일 : 제21회 입학(남 32명, 여 51명 계 83명)

## 참고 자료
- 인천예일중학교 - 한국교육학술정보원 학교알리미